# Carskoe Selo

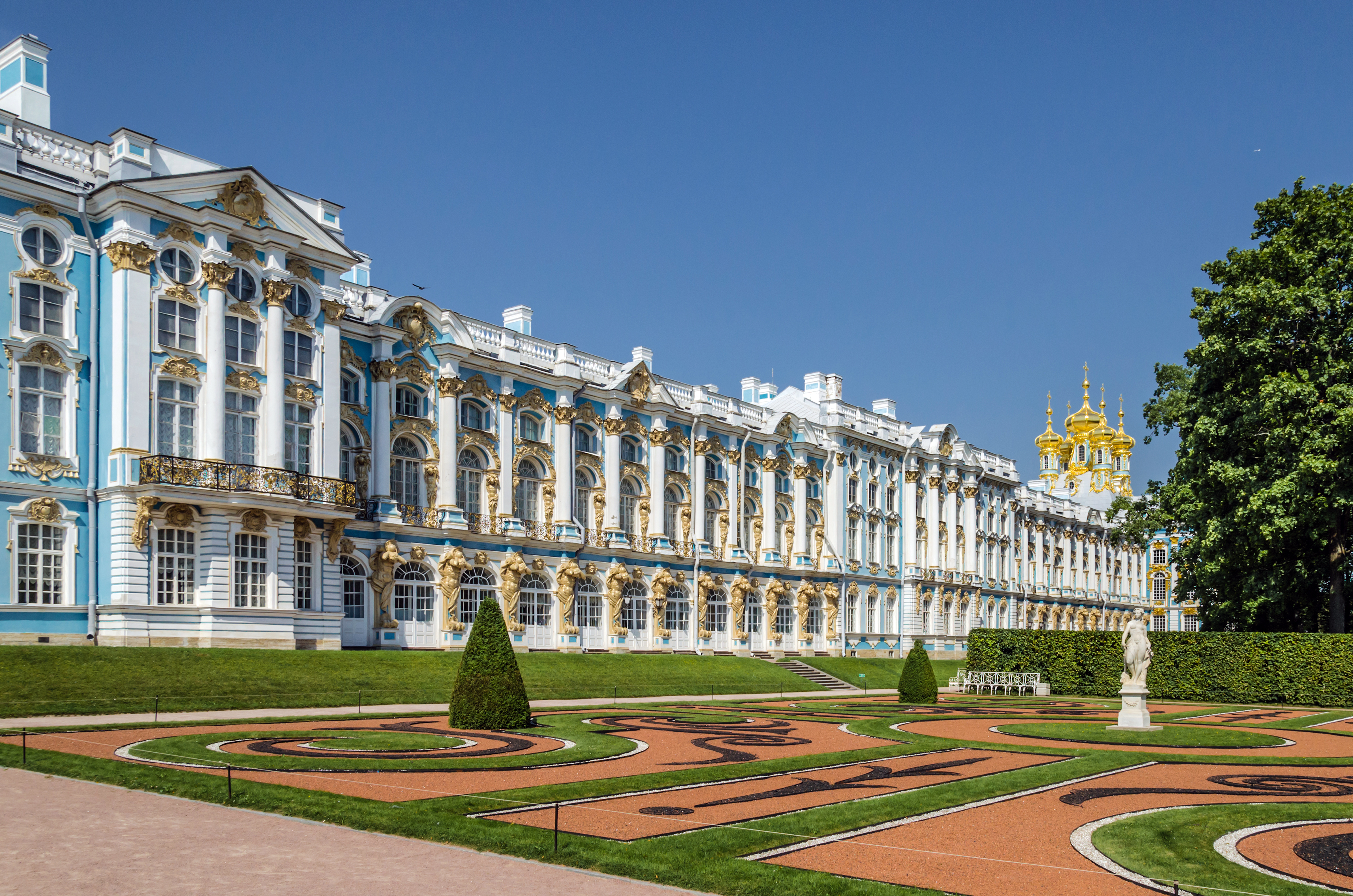
Il palazzo di Caterina visto dal parco.

Carskoe Selo (in russo Царское Село?, ovvero "villaggio dello zar") è un complesso di residenze della famiglia imperiale russa che si trova a 26 chilometri a sud di San Pietroburgo. La reggia, composta da numerosi palazzi fra cui il Palazzo di Caterina, il Palazzo di Alessandro e altri, fa parte della cittadina di Puškin.
Nel XVII secolo, Carskoe Selo apparteneva a un nobile svedese. Il suo nome originale finlandese, Saari Mojs, è in genere tradotto con l'espressione "un terreno più alto". Max Vasmer, d'altro canto, sostiene che questo toponimo derivi dal termine finlandese per isola, "saari". In ogni caso, il nome finlandese arrivò ad essere pronunciato dai russi del XVIII secolo Sarskoe Selo, poi mutato in Carskoe Selo (ovvero, "il villaggio dello zar").

## Storia
Nel 1708 Pietro il Grande (1682-1725) donò la tenuta alla moglie, la futura zarina Caterina I (1725-1727). Ella fece costruire qui, nel 1724, la chiesa dell'Annunciazione (Blagoveščenskaja), cambiando il nome dell'insediamento in Blagoveščenskoe, ma questa artificiosa denominazione sparì presto.
Fu Caterina che cominciò a sviluppare il luogo come residenza reale di campagna. Sua figlia, la zarina Elisabetta ed il suo architetto Bartolomeo Rastrelli, contribuirono ampiamente alla costruzione del Palazzo di Caterina. Successivamente la zarina Caterina II la Grande (1762-1795) e l'architetto Charles Cameron ingrandirono la costruzione del palazzo, con quella che è nota come galleria di Cameron. Al momento, vi sono due palazzi imperiali: il barocco palazzo di Caterina, con l'annesso parco di Caterina, ed il neoclassico palazzo di Alessandro, con il parco di Alessandro.
Nel Parco di Caterina vi è l'Ammiragliato olandese: un gruppo di tre capricci costruiti in stile olandese tradizionale.
Nel 1811, Alessandro I (1801-1825) aprì il celebre liceo a fianco del palazzo di Caterina. Tra i primi studenti del liceo vi furono Aleksandr Sergeevič Puškin e Aleksandr Michajlovič Gorčakov diplomatisi nel 1817. Anche Michail Evgrafovič Saltykov-Ščedrin si diplomò in questo liceo. Il giardino del liceo, la casa del direttore, la casa del maestro di musica Ludwig-Wilhelm Tepper de Ferguson, sono importanti siti storici associati al liceo all'epoca di Puškin.